# Reinhold Stiering
Reinhold Stiering (* 9. Juni 1931; † 31. Oktober 2012 in Bremen) war ein deutscher Politiker (SPD) in Bremen. Er war Mitglied der Bremischen Bürgerschaft.

## Biografie
Stiering trat in den 1950er Jahren in die SPD ein. Er war Mitglied im SPD-Ortsverein Grolland und dort in verschiedenen Funktionen des Vorstandes aktiv. Er war Mitglied im Beirat des Stadtteils Bremen-Huchting.
Stiering war von 1984 bis 1991 für die SPD Mitglied in der Bremischen Bürgerschaft und wirkte in den  Deputationen für Jugendhilfe, Inneres und  Wissenschaft und Kunst.
Zudem war er Mitglied in der Gewerkschaft IG Druck und Papier und von 1987 bis 1991 im Landesbeirat Kunst im öffentlichen Raum Bremen.
Stiering war verheiratet und hatte drei Kinder.